# Conrado II de Italia
Conrado (12 de febrero de 1074-27 de julio de 1101) fue el segundo hijo del emperador Enrique IV. Coronado Rey de romanos en 1087 y depuesto en 1098; y debido a su enfrentamiento con su padre elegido Rey de Italia en 1093. 
Conrado nació en la Abadía de Hersfeld en 1074, hijo de Enrique IV y de Bertha de Saboya. Su hermano mayor había nacido y muerto en agosto de 1071 y como heredero de su padre fue investido con el ducado de Baja Lorena y el marquesado de Turín en 1076; fue llevado a Italia donde permaneció al cuidado de Teobaldo de Castiglione, arzobispo de Milán. El 30 de mayo de 1087, fue coronado como Rey de Alemania en Aquisgrán, lo que le convertía en heredero de su padre. 
Bajo la influencia de la marquesa Matilde de Toscana, Conrado se adhirió al bando papal en contra de su padre en la Querella de las Investiduras, y en 1093 fue coronado rey rival de Italia en Milán por su arzobispo Anselmo III. En 1095, después del Concilio de Piacenza, prestó juramento de lealtad al Papa Urbano II en Cremona, a su vez, el Papa le prometió la corona imperial, así como el arreglo de su enlace matrimonial con Constanza, hija del conde de Sicilia Roger I. 
La reacción de su padre culminó en la Dieta de Maguncia en april de 1098 deponiendo a Conrado y designando a su otro hijo Enrique como su sucesor. Desde este momento, menguó la influencia de Conrado en Italia, y finalmente murió en 1101, a la edad de veintisiete años, en Florencia. 